# Пећина Бања стијена
Бања стијена је пећина у кањону Праче, заселак Бањ Стијена, село Сочице, Општина Рогатица, Република Српска, БиХ. Мрачна пећина је природно добро од великог значаја - II категорија. Налази се у близини пећине Говјештица, која има око 10.000 метара канала и најдужа је истражена пећина у БиХ. Координате у Гаус-Кригеровој координатној мрежи x-4848,0 N, y-6571,46 E. Дужина пећине је 1.200 метара. У пећини су пронађени остаци пећинског медвједа (Ursus spelaeus) и пећински инсекти: Anophthalmus (Duvalis) kauitianus, Pholeuonopsis setipennsis, Bathuscia kaunti. Ова пећина је под заштитом Завода за заштиту културно историјског и природног насљеђа Републике Српске, и спада у природно добро II категорије.

## Основна вриједност
Подземни хоризонтални облик карстног рељефа. Разгранат подземни систем, богат атрактивним пећинским накитом који сачињавају бигрене каде, саливи, сталактити, пећински стубови. По богатству и разноврсности пећинског накита једна од најљепших пећина Републике Српске. У унутрашњости пећине пронађени остаци костију пећинског медвједа.

## Положај
Источни дио Републике Српске, кањон Праче. Територија општине Рогатица, село Бања Стијена. Удаљеност: од Пала 17 км, од Горажда 13,5 км и од Рогатице 8 км. Надморска висина 590 метара.

## Површина и границе
Режим заштите II степена обухвата дио катастарске честице 2475 уцртане на копији катастарског плана укупне површине cca 51,23 хектара која припада Катастарској општини Сочице.

## Међународни статус
ИУЦН класификација заштићених природних подручја:Category III — Natural Monument / Natural Landmark — Природни споменик.

## Рељеф
У непосредној близини пећине Бањ стијена налази се кањон ријеке Праче у чијој лијевој страни је формиран спелеолошки систем. Кањон Праче представља дубоки кањон са чије се сјеверне стране налази Батовско поље, пространа површ развијена на карбонатном терену.
Ријека Прача настаје испод Голе Јахорине (1910 м н.в.) у изворишној челенци из које настају извори. Станско врело, Кадино врело и Врела Праче. Хоризонт извора је испод кречњака који леже на верфенским шкриљцима. Горњи слив Праче је област богата потоцима захваљујући непропусним слојевима од шкриљаца и пјешчара. Низводно код Подграба Прача прима потоке Грабовицу, Грачаницу и Лозницу, које дотичу испод Романије. Код мјеста Реновица Прача улази у дубоке слојеве тријаских кречњака, у којима усијеца кањон дубок од 300 до 500 метара. Кањон се само мало прекида у Месићима, гдје се проширује у долину окружену јако убраним слојевима и јурским шкриљцима.
Са лијеве стране кањона Праче, одмах поред улаза у пећину Бањ стијена, налази се чело навлаке предиспонирано у правцу запада. Пећина Говјештица, предиспонирана расједом сјеверозападног смјера, налази се у близини Бањ стијене и припада истом спелеолошком систему.

## Морфолошке одлике
На основу морфолошке анализе и досадашњих истраживања издвојене су следеће основне цјелине пећине Бања стијена:
- Улазни канал,
- Главни канал,
- Систем малих, споредних канала.